# Processus de soins infirmiers
Le processus de soins infirmiers désigne les méthodes - intellectuelle ou factuelle - par lesquelles l'infirmier délivre des soins infirmiers. Ces méthodes se basent sur les modèles de soins infirmiers actuels.
Le raisonnement emploie la démarche intellectuelle de résolution de problème et se classe dans les théories déductives. Il se sert de la boucle OODA (c'est-à-dire le cheminement décisionnel : Observation, Orientation, Décision puis Action)
Le processus de soins infirmiers est aussi nommé raisonnement clinique infirmier ou démarche de soins infirmiers.

## Caractéristiques
Le processus de soins infirmiers est un cycle continu qui prend fin à n'importe quelle étape lorsque le problème est résolu. Le processus s'applique pour résoudre tous les problèmes que la personne soignée subit, à chaque temps du soin, et ce, plus d'une fois pour chaque personne.
L'évaluation par l'infirmier, ou autres professionnels de santé, du soin prodigué va permettre en retour d'actualiser et d'optimiser la prise en soins du patient. Ainsi, face aux changements dans l'état de santé physique, sociale ou émotionnelle induits par la maladie, la vieillesse, la mort ou tout événement en lien avec des données médicales, les besoins de la personne pourront évoluer librement et être analysés au plus juste.

## Démarche
La démarche de soin est « un [des] processus par lequel l’infirmier détermine, met en œuvre et évalue les actions relevant de son rôle propre dans le cadre d’un contrat de soins avec la personne ».
Elle est un processus décisionnel dans lequel l'infirmier peut sélectionner des données, les analyser, émettre des hypothèses diagnostics, les vérifier, intervenir, évaluer ses interventions et en planifier d'autres à venir. Ainsi, la démarche ou processus de soin s'apparente à une démarche scientifique. 
La démarche requiert un jugement clinique qui est fondé sur la pensée critique ou pensée réflexive de l'infirmier. Cette pensée critique se compose d'une composante cognitive (connaissances) et une composante affective. Dès lors, la relation à la personne soignée et à sa famille fait partie de la démarche de soin puisque c'est grâce à une interaction d'humain à humain (infirmière-patient-famille) que peut prendre place la démarche de soins infirmiers qui vise le bien-être selon Swanson et l'harmonie selon Jean Watson. 
La démarche de soins infirmiers est influencée par la conception qu'a l'infirmier du monde et de la santé (vision paradigmatique).
Trois courants paradigmatiques majeurs sont présents en sciences infirmières : la catégorisation axée sur la pathologie (modèle biomédical), l'interaction basée sur le bio-psycho-social en considérant la personne comme un individu à part entière (modèle de Virginia Henderson), et finalement, le paradigme de transformation qui considère la personne et sa famille comme un être unique au monde en interaction avec son environnement et l'univers plus largement. Les conceptions infirmières récentes se situent dans le paradigme de la transformation et guident la démarche de soin en jetant un regard particulier sur les concepts centraux de la personne, la santé, le soin et l'environnement. 
La personne peut être considérée comme un être bio-psycho-social (paradigme de l'interaction). La démarche de soins infirmiers se découpe en plusieurs étapes théoriques, qui sont :
1. le recueil de données et l'analyse bio-psycho sociale, la recherche des antécédents médico-chirurgicaux psychologiques de la personne;
2. l’analyse de celles-ci aboutissant à la détermination des problèmes de santé ou diagnostic infirmier (en regard des 14 besoins de Virginia HENDERSON), en recherchant les différentes manifestations de ces problèmes ainsi que leurs causes ;      exemple de diagnostic infirmier : Difficulté à la mobilisation liée à une rupture de la continuité de l'os tibial se manifestant par une claudication à la marche, une peur de poser le pied par terre et à une douleur lors des mobilisations.
3. la formulation d’objectifs de soins temporel (exemple d'ici 2 semaines) qui sont soit générale ou spécifique
4. la détermination des interventions infirmières avec une planification de soins ;
5. la mise en œuvre des actions du plan de soins ;
6. l’évaluation (efficacité/tolérance) ;
7. le réajustement.

Par ailleurs, la démarche doit permettre le suivi et la continuité des soins.

## Étapes du raisonnement
Le processus de démarche de soins se rédige en trois étapes, sous la forme d'un tableau. 
problèmes réels / problèmes potentiels (qui découlent des problèmes réels)/ réactions humaines (créés par les problèmes de la personne).
De là découle le diagnostic infirmier avec : " (REACTION HUMAINE) se manifestant par (SIGNES) liée à (PROBLEME REEL)" et "risque de (PROBLEME POTENTIEL) liée à (PROBLEME REEL).
Le raisonnement clinique doit être distingué du jugement clinique. Le raisonnement clinique comprend les étapes préparatoires à la décision sur le projet de soin individualisé. La décision, le jugement clinique proprement dit, s'alimente des processus d'exploration, de traitement de données sur la situation de soins et sur le patient, et de confirmation d'hypothèses. L'intuition jouerait un rôle mais celui-ci peut être contesté dès lors que le jugement clinique est considéré, à l’intérieur de la théorie de la conceptualisation dans l'action et de la didactique professionnelle, comme un schème.